# Seznam zápasů české a dánské hokejové reprezentace
Toto je seznam zápasů české a dánské hokejové reprezentace na MS a Zimních olympijských hrách.

## Mistrovství světa v ledním hokeji
| Datum     | Číslo | Česko | Výsledek | Zápas | MS   | Místo      | Branky České republiky                                                                                    |
| --------- | ----- | ----- | -------- | ----- | ---- | ---------- | --- |
| 2.5.2008  | 1     | Česko | 5:2      | ZS    | 2008 | Quebec     | 2x Radim Vrbata • Aleš Kotalík • Zbyněk Irgl • Jan Hejda                                                  |
| 25.4.2009 | 2     | Česko | 5:0      | ZS    | 2009 | Kloten     | Jaroslav Hlinka • Jan Marek • Petr Čajánek • Aleš Hemský • Jaromír Jágr                                   |
| 2.5.2011  | 3     | Česko | 6:0      | ZS    | 2011 | Bratislava | 2x Michael Frolík • 2x Milan Michálek • Tomáš Plekanec • Petr Průcha                                      |
| 4.5.2012  | 4     | Česko | 2:0      | ZS    | 2012 | Stockholm  | Aleš Hemský • Petr Tenkrát                                                                                |
| 9.5.2013  | 5     | Česko | 2:1 SN   | ZS    | 2013 | Stockholm  | Zbyněk Michálek • Zbyněk Irgl (rozhodující SN)                                                            |
| 17.5.2014 | 6     | Česko | 3:4 SN   | ZS    | 2014 | Minsk      | Jakub Klepiš • Jaromír Jágr • Jakub Kindl                                                                 |
| 15.5.2016 | 7     | Česko | 1:2 SN   | ZS    | 2016 | Moskva     | Tomáš Plekanec                                                                                            |
| 31.5.2021 | 8     | Česko | 2:1 SN   | ZS    | 2021 | Riga       | Dominik Kubalík • Filip Chytil (rozhodující SN)                                                           |
| 15.5.2024 | 9     | Česko | 7:4      | ZS    | 2024 | Praha      | Jan Rutta • Jakub Flek • Lukáš Sedlák • Tomáš Kundrátek • Dominik Kubalík • Matěj Stránský • Ondřej Palát |
| 12.5.2025 | 10    | Česko | 7:2      | ZS    | 2025 | Herning    | 2x Martin Nečas • Daniel Gazda • David Pastrňák • Lukáš Sedlák • Daniel Voženílek • Roman Červenka        |
| Zdroj     |       |       |          |       |      |            | |

## Zimní olympijské hry
| Datum    | Číslo | Česko | Výsledek | Zápas       | ZOH  | Místo  | Branky České republiky |
| -------- | ----- | ----- | -------- | ----------- | ---- | ------ | ---------------------- |
| 9.2.2022 | 1     | Česko | 1:2      | Hlavní část | 2022 | Peking | Roman Červenka         |
| Zdroj    |       |       |          |             |      |        |                        |